# Koppigen
Koppigen är en ort och kommun i distriktet Emmental i kantonen Bern, Schweiz. Kommunen har 2 265 invånare (2023).